# Jüdischer Friedhof (Slaný)
Koordinaten: 50° 14′ 7,6″ N, 14° 5′ 37,8″ O

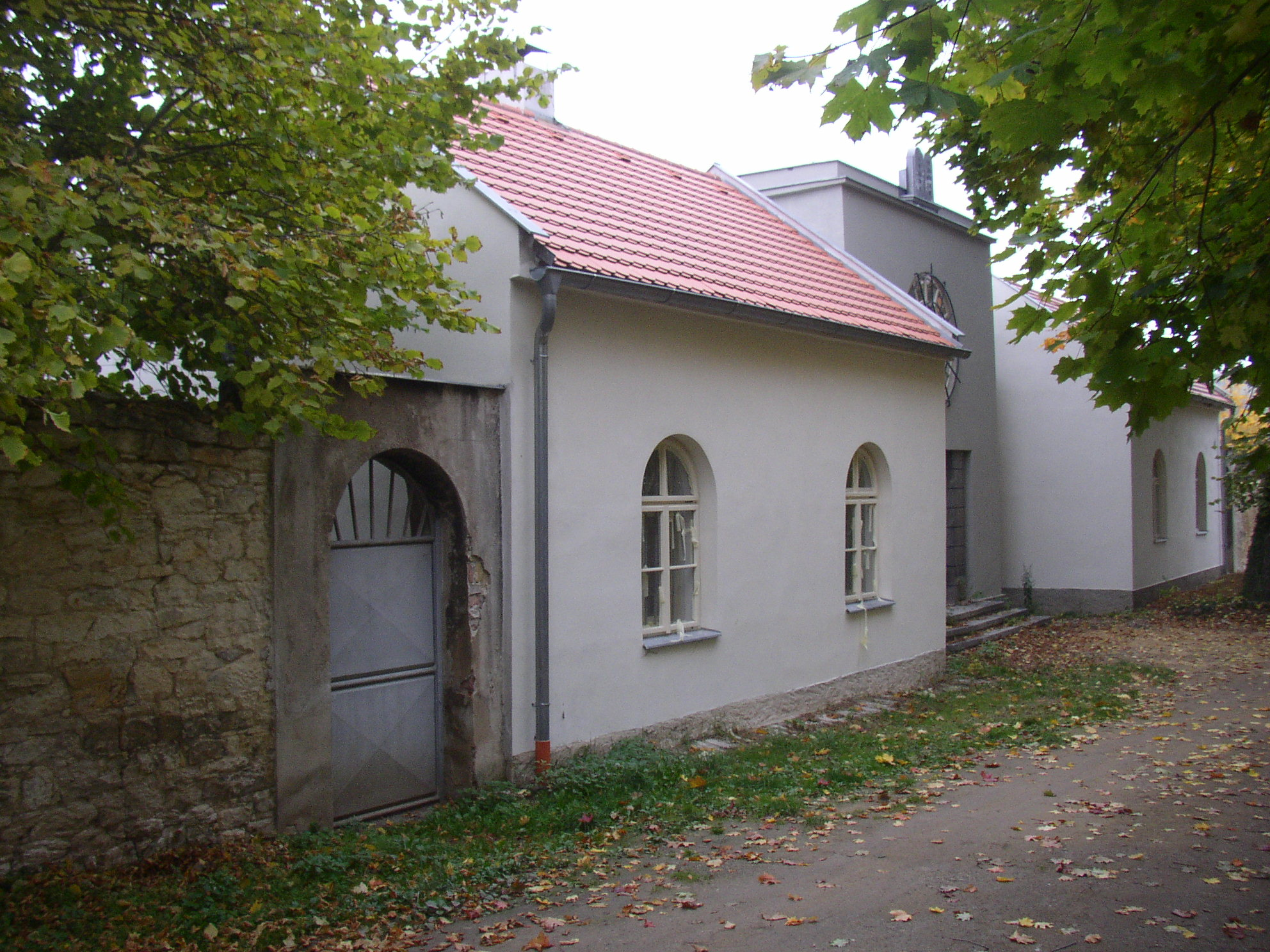
Eingang zum jüdischen Friedhof in Slaný und Trauerhalle

Der Jüdische Friedhof in Slaný (deutsch Schlan), einer Stadt in der Mittelböhmischen Region (Středočeský kraj) in Tschechien, wurde 1881 angelegt. Der jüdische Friedhof an der Trnowaner Straße ist seit 2010 ein geschütztes Kulturdenkmal.
Die Trauerhalle wurde im Jahr 1933 eingeweiht.